# Anthony Earnshaw
Anthony (Tony) Earnshaw (Ilkley 9 oktober 1924 - 17 augustus 2001) was een Engelse anarchist, kunstenaar, schrijver en illustrator.

## Biografie
Earnshaw werd geboren in Ilkley, West Yorkshire. Zijn vader, horlogemaker en juwelier, stierf voordat hij werd geboren. Zijn moeder had de familiezaak tot het failliet ging in 1930, toen ze eerst naar Redcar en vervolgens naar Leeds verhuisden. Earnshaw zat tot zijn veertiende op de Harehills School in Leeds.
Hij werkte als een engineeringstechnicus en later als draaibankendraaier en kraanmachinist, terwijl hij zichzelf ontwikkelde in de Leeds City Library. Op 20-jarige leeftijd raakte hij geïnteresseerd in het surrealisme en bedacht, samen met zijn levenslange vriend Eric Thacker, surrealistische activiteiten zoals het instappen en uitstappen uit willekeurig gekozen treinen. In het begin van de jaren zestig ontmoette hij verschillende gelijkgestemde mensen, waaronder Patrick Hughes, Robin Page, Ian Breakwell en Glen Baxter. Hughes overtuigde Earnshaw om in 1966 een overzichtstentoonstelling te houden bij het Leeds Institute, gevolgd door een tentoonstelling in Exeter, The Enchanted Domain, op uitnodiging van John Lyle. Eind jaren '60 bevond hij zich in de Jape Art-kunstbeweging, die de klassieke opvattingen over kunst wilde ondermijnen door er (visuele) grappen over te maken.
Earnshaw begon parttime te onderwijzen, eerst aan de Harrogate School of Art, daarna aan de Bradford Art School, voordat hij in 1972 helemaal in de leer ging om een fellowship te volgen aan de Leeds Polytechnic. Hij verliet het onderwijs in 1985 om zich te concentreren op kunst.
In 1968 werkte Earnshaw samen met Thacker aan een geïllustreerde roman, Musrum, die niet commercieel succesvol was, maar een cultklassieker is geworden. Het boek is een fantasy, gelardeerd met aforismen ('Plotselinge gebeden doen God springen'), en vertelt het verhaal van het koninkrijk van Musrum en van zijn gevecht met de snode Weedking. Het werd in 1971 gevolgd door een vervolg, Wintersol, over het verborgen criminele karakter van de Kerstman. Beide boeken werden geprezen om hun elegante schrijfstijl, humor en woordspel, en vooral vanwege hun geweldige vindingen.
Earnshaw maakte jarenlang cartoons voor het Times Educational Supplement, over een vogel op wielen genaamd Wokker.

## Referentie
- Dit artikel of een eerdere versie ervan is een (gedeeltelijke) vertaling van het artikel Anthony Earnshaw op de Engelstalige Wikipedia, dat onder de licentie Creative Commons Naamsvermelding/Gelijk delen valt. Zie de bewerkingsgeschiedenis aldaar.

- Bibliothèque nationale de France: cb12077853c (data)
- Gemeinsame Normdatei: 174307098
- International Standard Name Identifier: 0000 0001 2031 1752
- Library of Congress Control Number: n50030219
- Nationale Bibliotheek van Tsjechië: xx0134626
- Nationale Bibliotheek van Israël: 987007388772705171
- Nederlandse Thesaurus van Auteursnamen: 218159811
- RKD-Nederlands Instituut voor Kunstgeschiedenis: 237804
- SNAC: w6sq9t9k
- Système universitaire de documentation: 16869350X
- Union List of Artist Names: 500075030
- Virtual International Authority File: 96211113
- WorldCat: E39PBJq6YPqPg6vttQVpg9Tfv3